# 王阜乡
王阜乡，中国浙江省西北部淳安县下辖的一个乡。

## 行政区划
王阜乡现辖：
郑中村、管家村、长川村、新畈村、柳塘村、华坪村、王阜村、马山村、荷花坪村、胡家坪村、金家岙村、闻家村、金紫村、龙头村、何坪村、山川村、新合村和横路村。